# Saab 9-3 II
Pour un article plus général, voir Saab 9-3.
 (mai 2023).
Si vous disposez d'ouvrages ou d'articles de référence ou si vous connaissez des sites web de qualité traitant du thème abordé ici, merci de compléter l'article en donnant les références utiles à sa vérifiabilité et en les liant à la section « Notes et références ».
La Saab 9-3 II était commercialisée en France entre 2002 et 2011. Développée sur la plate-forme Epsilon de General Motors et dépourvue de hayon, elle diffère profondément de sa devancière, la 9-3 de première génération.

## Carrosseries
- Berline 4 portes (2002 à 2014 puis 2017 à 2022), commercialisée en France de 2002 à 2011 sous l'appellation 9-3 Berline de Sport
- Cabriolet (2003 à 2012), commercialisé sous le nom 9-3 Cabriolet
- Break 5 portes (2005 à 2011), commercialisé sous le nom 9-3 Sport-Hatch
  - Dérivé au style crossover du break 5 portes (2009-2011), appelé 9-3X

Présentée au salon automobile de Genève en mars 2009, elle découle du concept car 9-3x coupé dévoilé en 2002 au salon automobile de Détroit, et du Concept 9-3 Sport Hatch (break) exposé en 2003 au salon automobile de Francfort. Préférant d'abord sortir un break conventionnel, Saab décidera tardivement la production de la version crossover en vue de concurrencer entre autres l'Audi A4 Allroad. Elle diffère du break par des passages de roue élargis, une garde au sol rehaussée de 35 mm pour la version BioPower et de 20 mm pour le diesel, et des protections latérales. L’aménagement de la cabine reste inchangé, seule une garniture sombre en fibre de titane annonce le caractère spécifique du véhicule.
Techniquement la 9-3X reçoit une transmission intégrale XWD (Cross Wheel Drive) développée en collaboration avec le suédois Haldex, à l’exception de la version diesel qui reste en traction. Ce dispositif comprend un correcteur d’assiette et un répartiteur de couple assisté par le différentiel à glissement limité électronique eLSD. L’essieu arrière autodirectionnel ReAxs est par ailleurs maintenu. La sécurité électronique est assurée par un anti-blocage avec répartiteur électronique de freinage, une assistance au freinage d'urgence, un système antipatinage, un contrôle électronique de stabilité et un contrôle de freinage en courbe.

## Motorisations
Le BioPower est un moteur flexfuel Saab apparu en 2005, il fonctionne au SP95 ou à l'E85. Jusqu'en 2010 les véhicules sont équipés d'une boîte de vitesses à 5 rapports, manuelle ou automatique. Elle passera ensuite à 6 rapports.
- 1.8t 150 ch
- 1.9 TiD 120 ch
- 1.9 TiD 150 ch
- 2.0t 175 ch
- 2.8 V6 Turbo 250 ch (Aero)

À partir de 2011, gamme Griffin :
Un nouveau moteur 2,0 litres turbo apparaît, proposant une chute de consommation et d'émissions de CO2. Le Diesel Fiat est également optimisé et proposé dans sa version TTiD4, avec une baisse des rejets à 119 g de CO2 par kilomètre. La transmission intégrale XWD développée en partenariat avec Haldex est disponible avec les Biopower.
- 2.0t 1 998 cm3 - 163 ch (120 kW) à 4 500 tr/min, 320 N m à 1 750 tr/min - Saab Powertrain
- 2.0t 1 998 cm3 - 220 ch (162 kW) à 5 300 tr/min, 350 N m à 2 000 tr/min - Saab Powertrain (Aero)
- 1.9 TTiD4 1 910 cm3 - 130 ch (96 kW) à 4 000 tr/min, 320 N m à 1 500 tr/min - Fiat Powertrain
- 1.9 TTiD4 1 910 cm3 - 160 ch (118 kW) à 4 000 tr/min, 360 N m à 1 750 tr/min - Fiat Powertrain
- 1.9 TTiD4 1 910 cm3 - 180 ch (132 kW) à 4 000 tr/min, 400 N m à 1 800 tr/min - Fiat Powertrain (Aero)

## Finitions
Finitions disponibles en France [Quand ?]
- Linear
- Vector
- Aero
- Turbo X (version spéciale anniversaire du turbo)

### Griffin
La gamme Griffin remplace les modèles précédents et marque le crépuscule de la série 9-3 de seconde génération, avant son renouvellement en 2012. Elle est proposée en finition standard ou Aero. Cette transition apporte un nouveau bouclier avant, des feux bloc-de-glace directionnels adaptatifs, des jantes alliages 17 ou 18 pouces et un logo Griffin sur les ailes. L'intérieur bénéficie également d'un rafraîchissement stylistique léger. Mécaniquement la gamme reçoit un nouveau moteur essence plus performant, à 163 ou 220 ch. Pour le diesel, l'architecture TTiD4 concerne désormais les trois déclinaisons. Tous les modèles sont équipés d'une boîte de vitesses à 6 rapports, mécanique ou automatique.

## Galerie

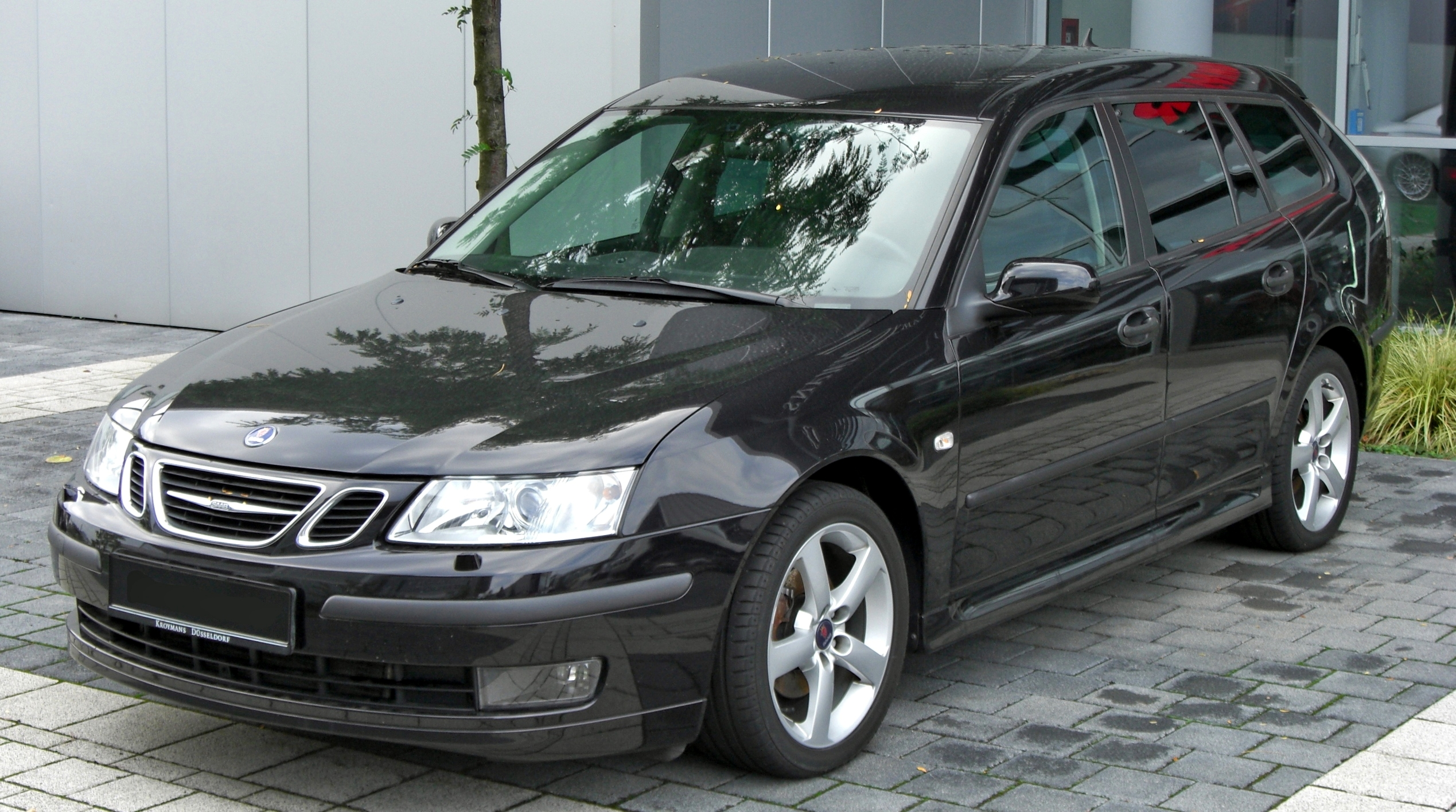
Proue 2005
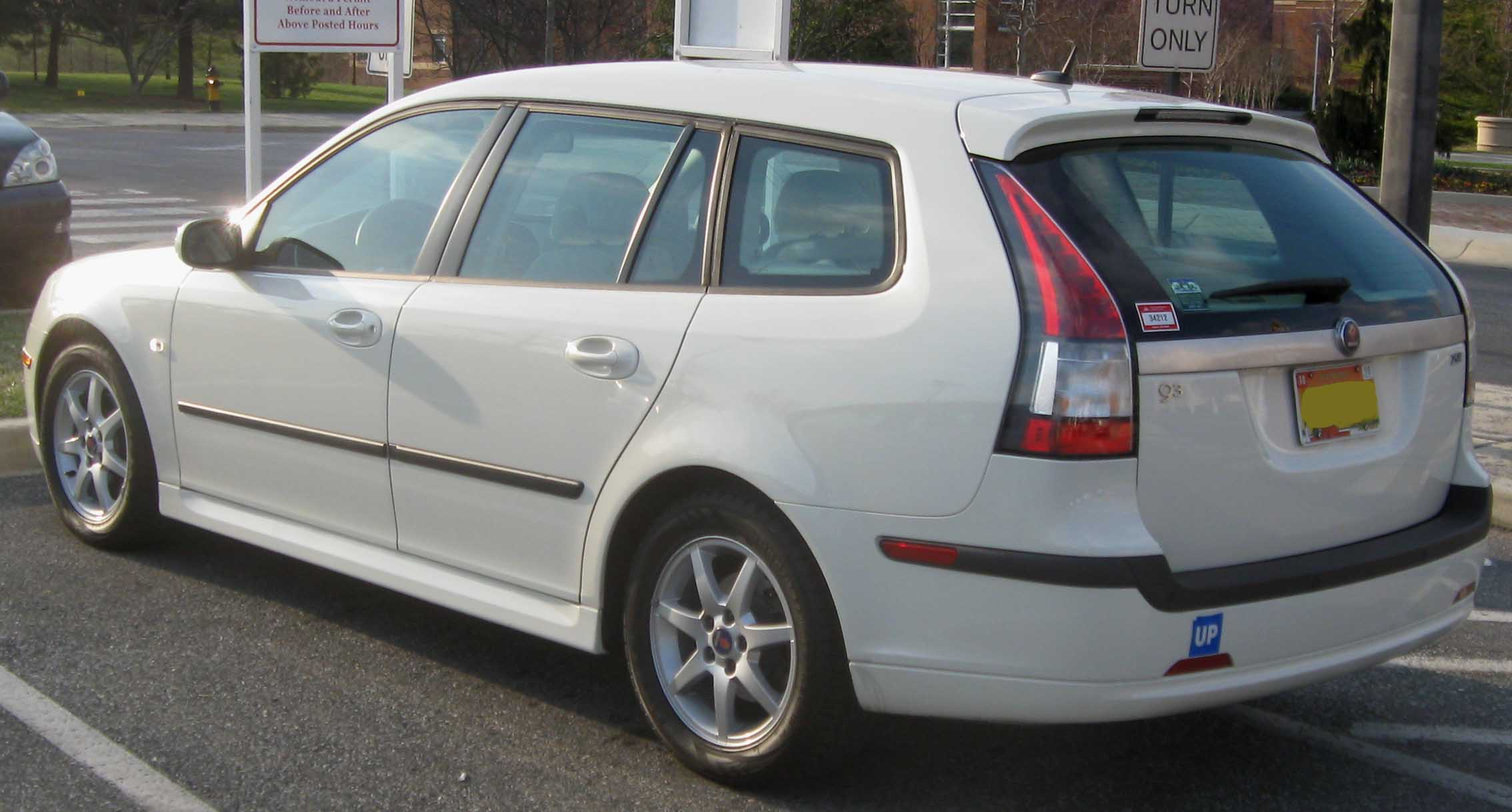
Poupe 2005 nord-américaine
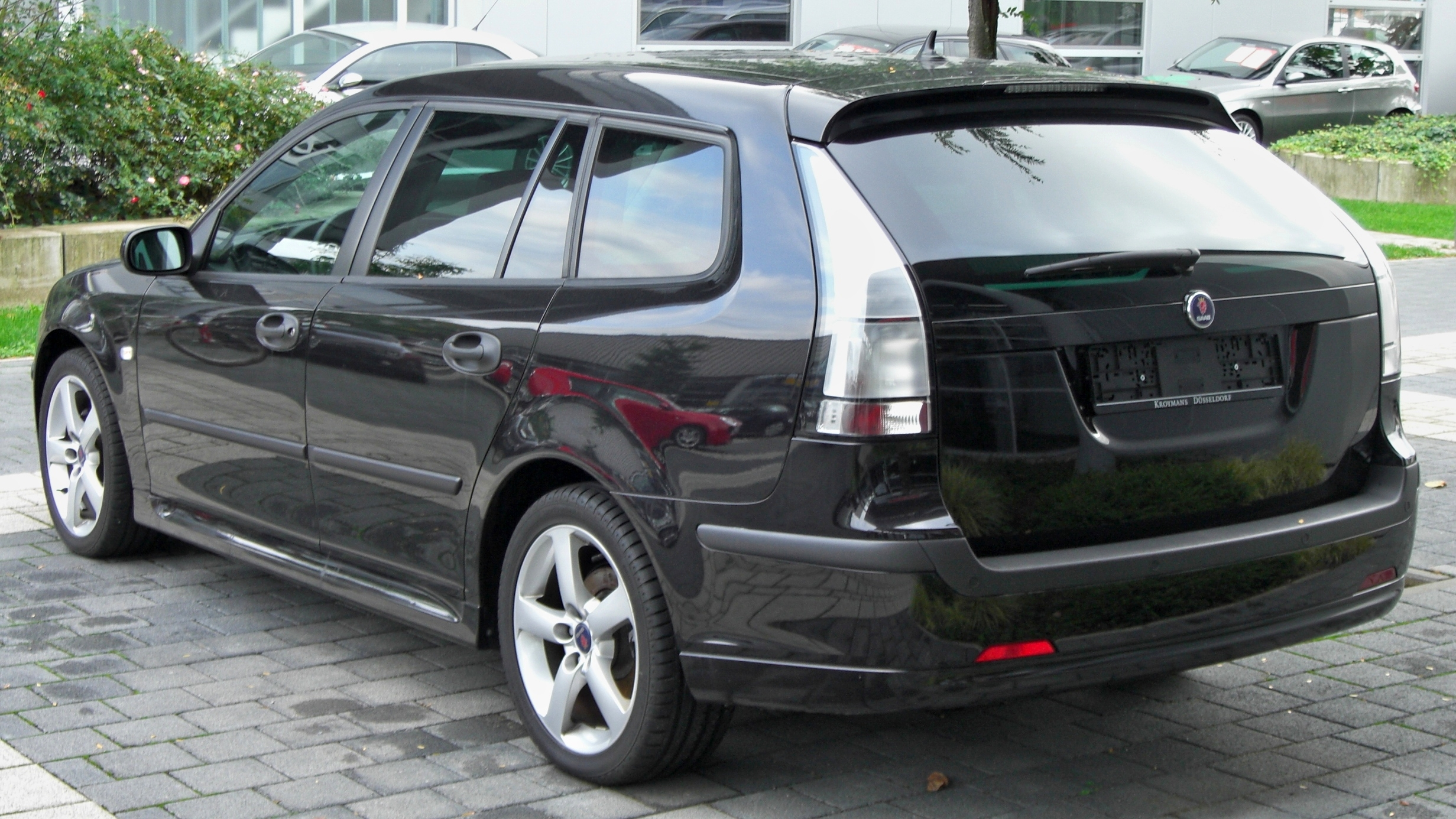
Poupe 2007
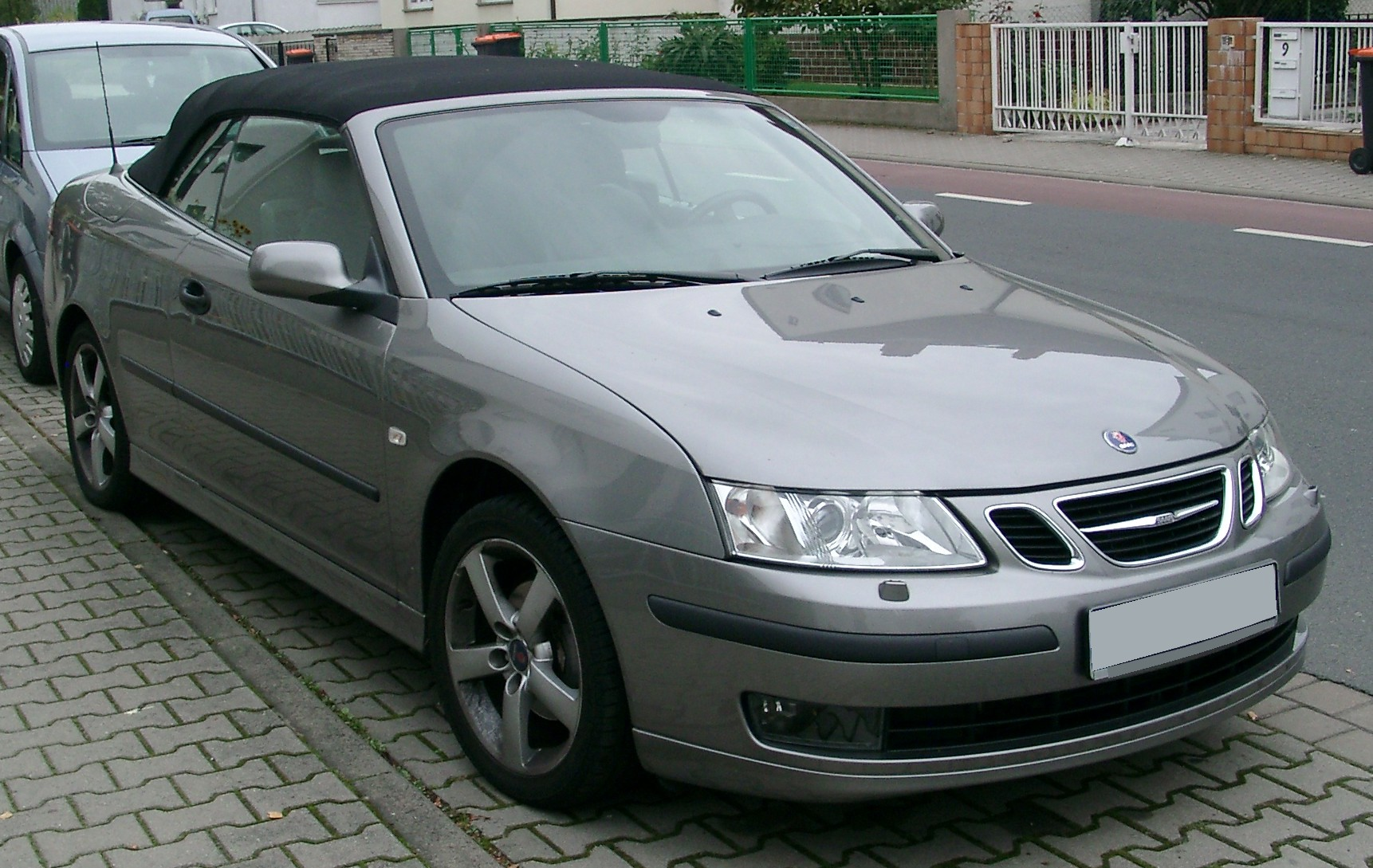
Cabrio 2003
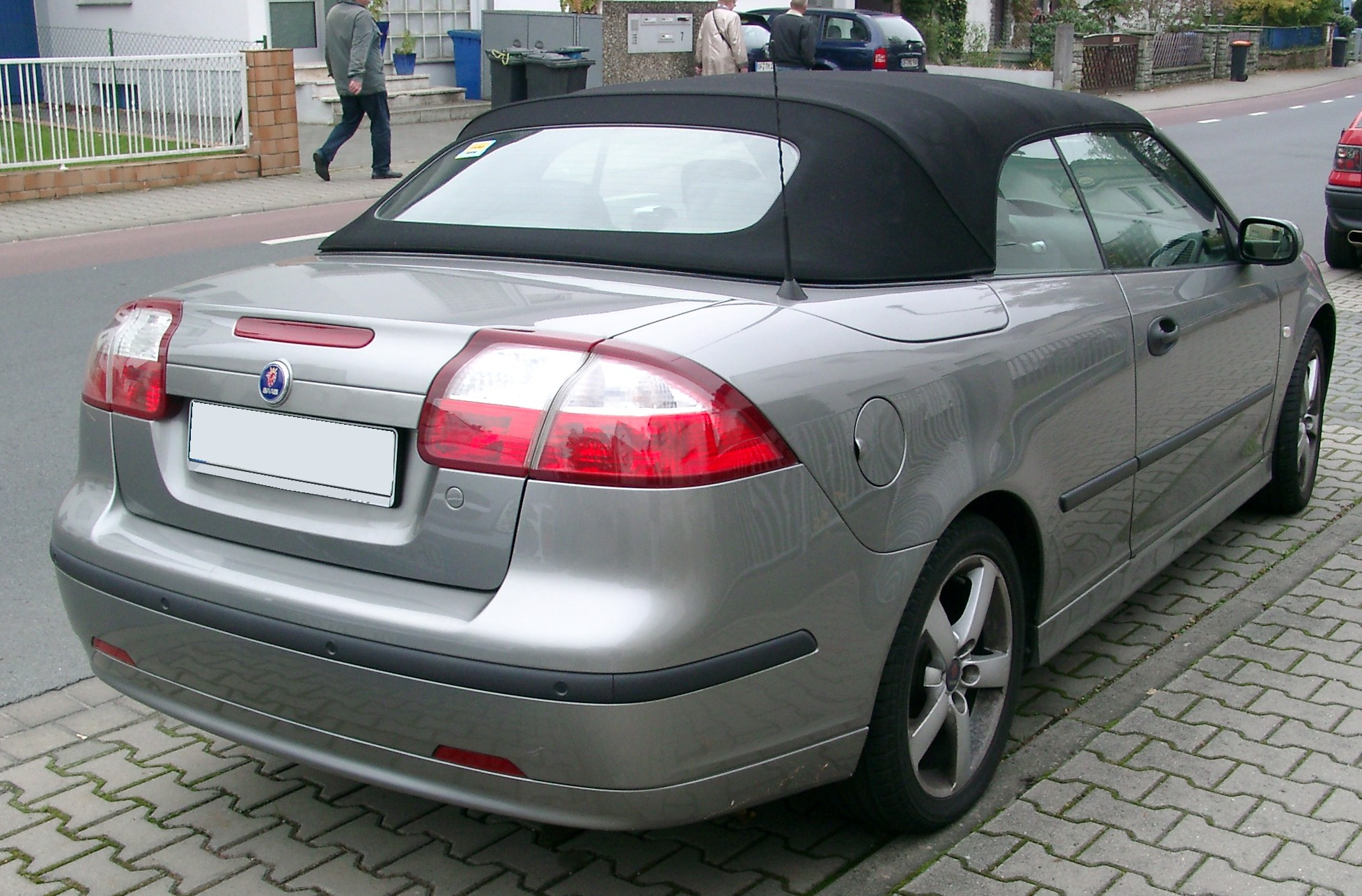
Poupe 2003
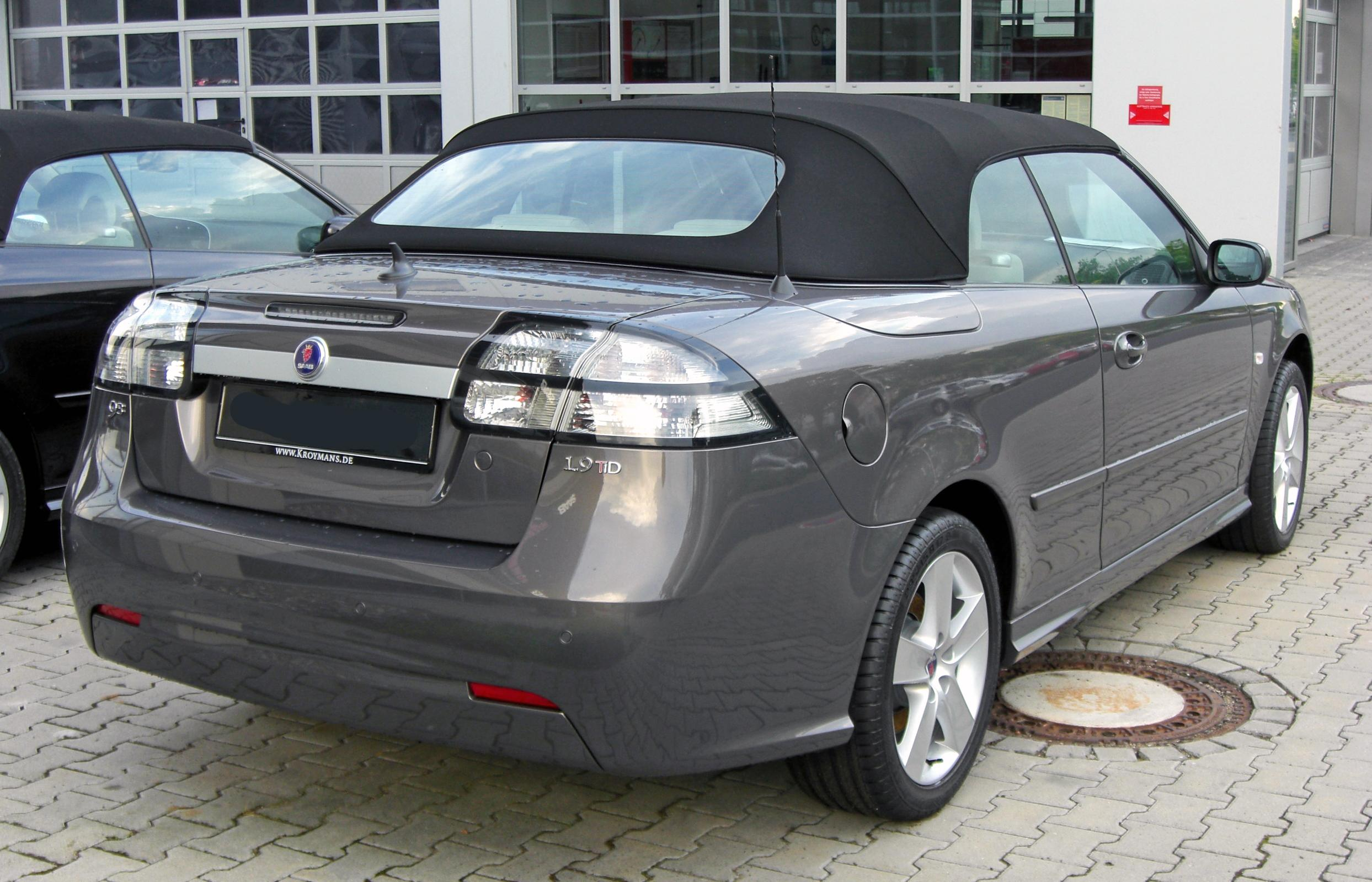
Poupe 2008
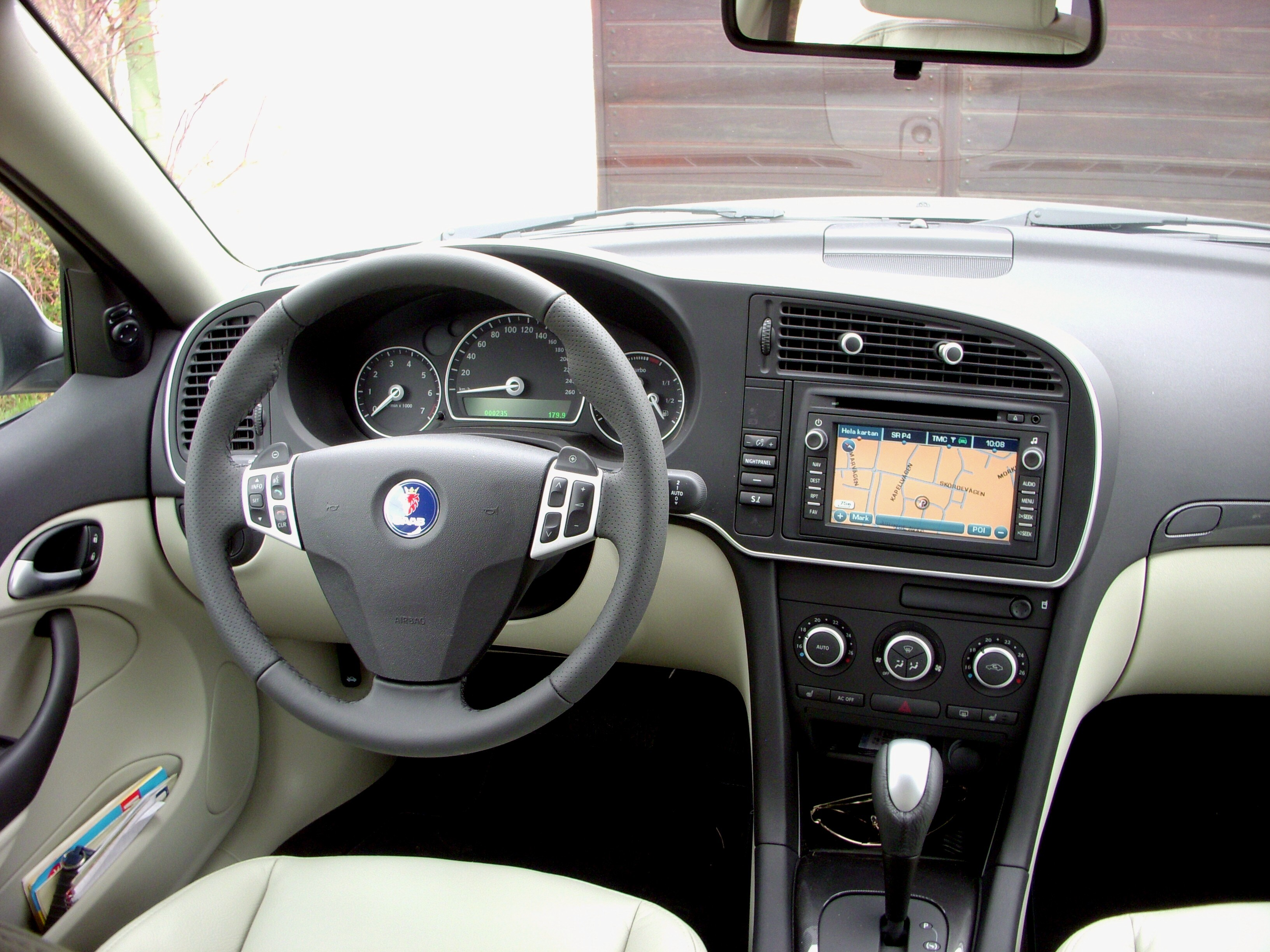
Cockpit
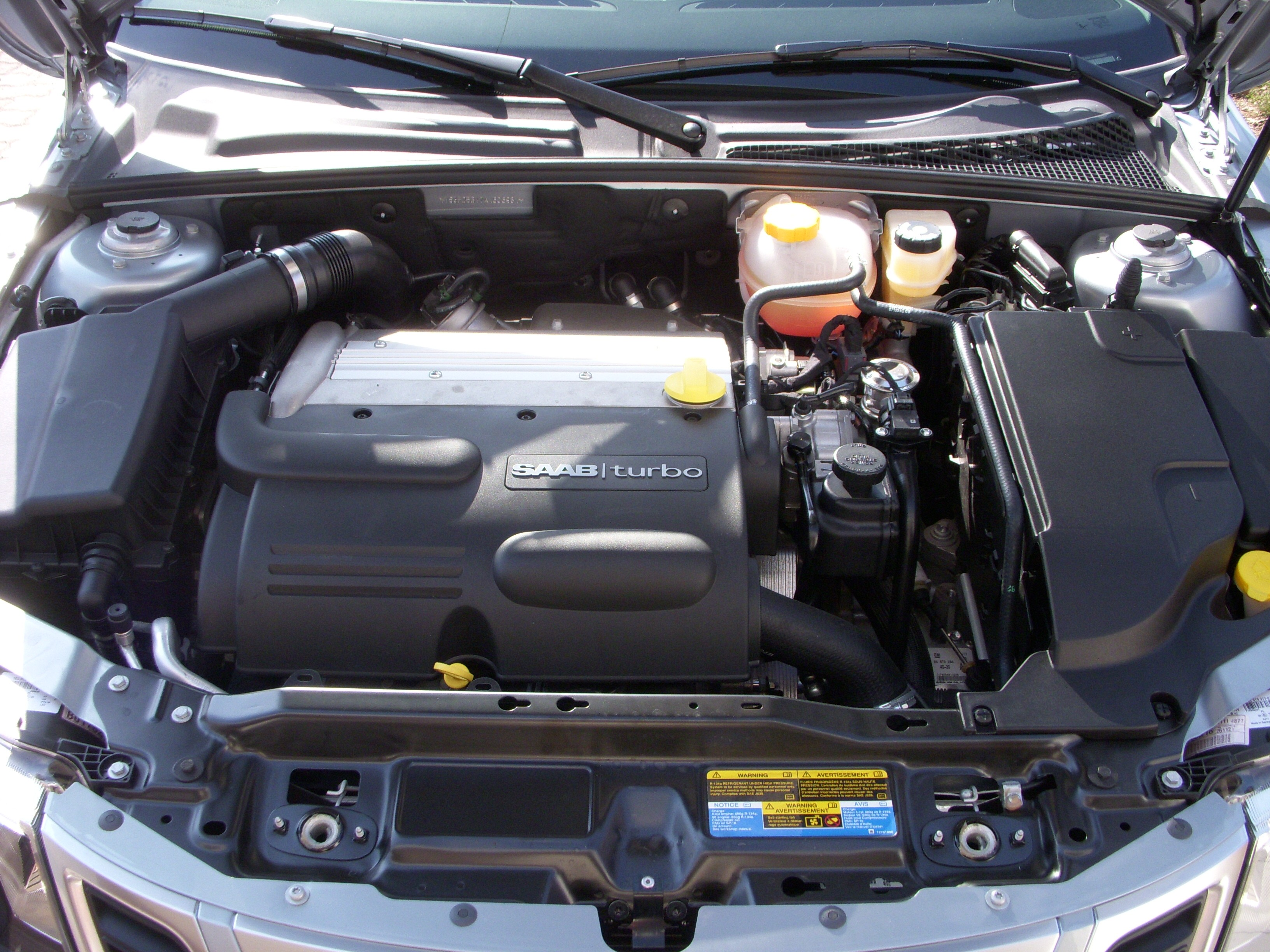
Moteur turbo essence
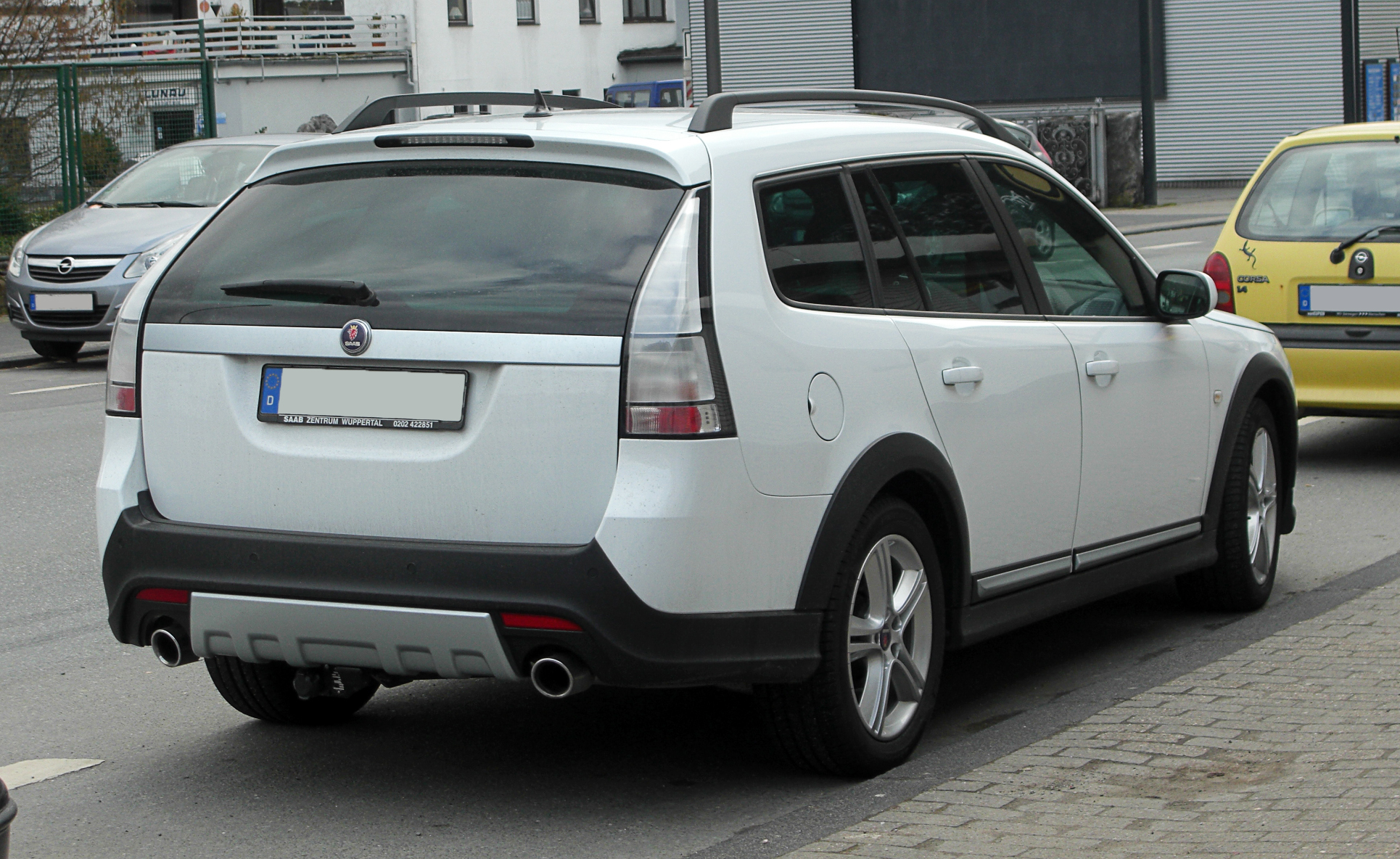
Poupe

## Sécurité
L'attention portée à la sécurité passive lui permet une note de 5 étoiles sur 5 aux tests de l'EuroNCAP, y compris en version cabriolet.

## Génération NEVS (2013)

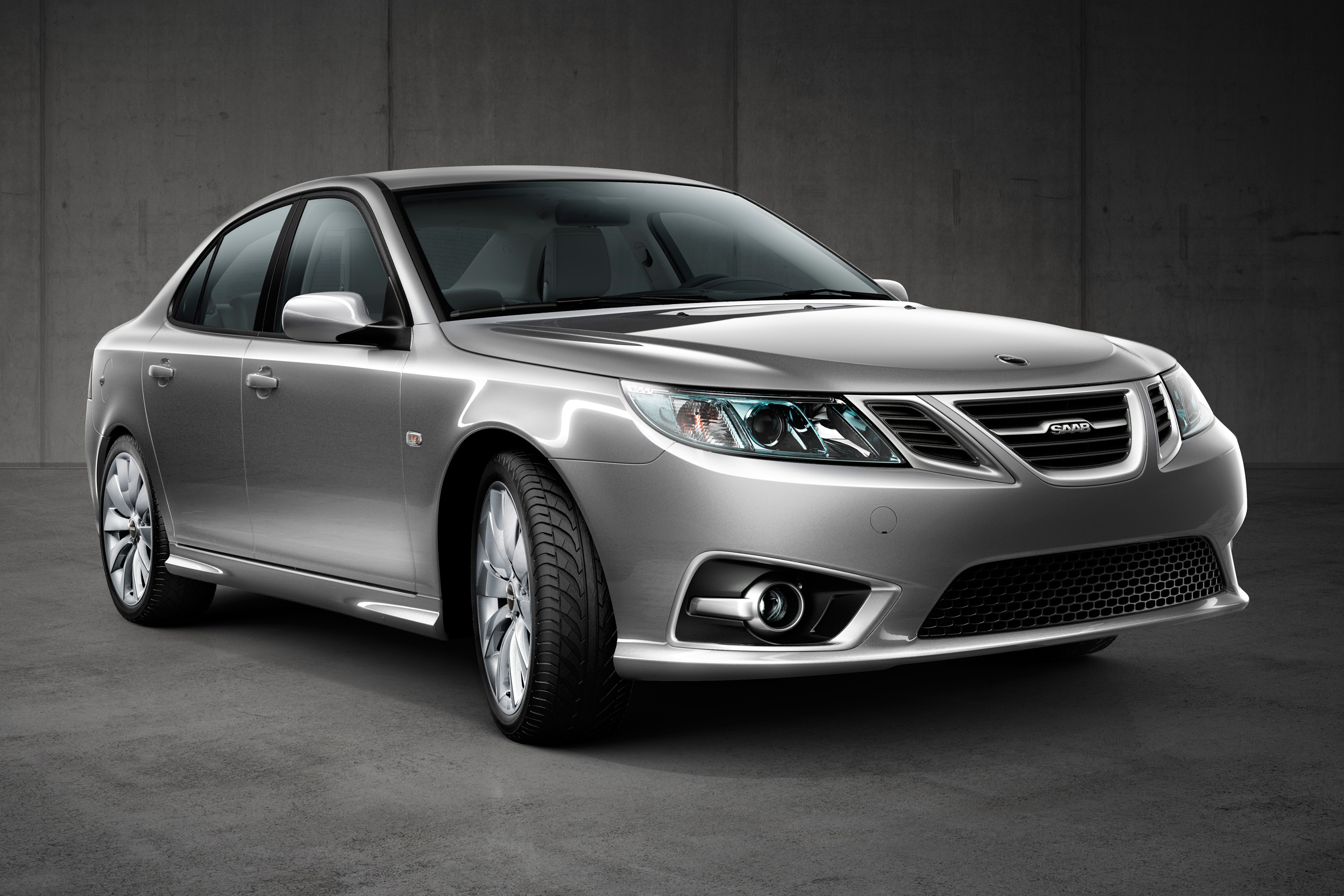
9-3 Aero essence (photo Nevs)

Le 19 décembre 2013, National Electric Vehicle Sweden (NEVS) redémarre les lignes de production de la berline, à l'usine de Trollhättan. Une dizaine de véhicules Saab 9-3 berline sont d'abord assemblés comme modèles de pré-production, pour étalonner les lignes de montage et tester de nouveaux composants. La seule différence extérieure est l'absence du griffon couronné, remplacé par un badge rond affichant l'acronyme Saab en argent sur fond noir, cerclé de chrome. Suivront en décembre les modèles commerciaux, produits en petite quantité avant l'arrivée des électriques et des versions redessinées. Il s'agit du modèle Aero armé du moteur essence 2.0 litres de 220 ch. La sellerie cuir, d'un fournisseur différent, présente une assise et des appuis-tête nouveaux. Destiné à une faible diffusion, en Suède et en Chine, le véhicule se commande via le site internet NEVS. Les clients autres que chinois doivent prendre livraison directement à l'usine.
La production des modèles électriques démarre, elle, en février 2014 à Trollhättan, avec une commande de 200 véhicules par la ville chinoise de Qingdao (partenaire financier), livrables en avril de la même année. Si la voiture en elle-même est assemblée en Suède, les batteries sont ajoutées en Chine, à l'usine de Qingdao. Destiné au marché chinois, le véhicule sera néanmoins disponible en Suède.
La production des Saab 9-3 est arrêtée le 20 mai 2014 car en raison du manque de liquidités, les fournisseurs n'ont pas été payés.